# ابی رود
اَبی رُود (به انگلیسی: Abbey Road) نام آلبوم یازدهم گروه انگلیسی و چهار نفره مشهور موسیقی راک، بیتلز است که در تابستان سال ۱۹۶۹ میلادی ضبط و در پاییز همان سال به بازار ارائه شد و آخرین آلبوم ضبط شده توسط این گروه محسوب می‌شود. آلبوم بعدی به نام «بگذار باشد» گرچه زودتر از این آلبوم در استودیو ضبط شد، اما دیرتر (سال ۱۹۷۰) منتشر شد. هرچند ضبط آلبوم ابی رود هنگامی صورت گرفت که گروه بیتلز انسجام پیشینش را از دست داده و در آستانه فروپاشی بود، ساختار آن بیش از هر آلبوم دیگری یکپارچه است. دو طرف فونوگراف (صفحه گرامافون) این آلبوم، متفاوت است، طرف اول کلکسیونی از تک‌آهنگ‌ها می‌باشد، در حالی‌که طرف دوم، رشته‌ای یکپارچه و طولانی از قطعه‌های مختلف است که بیشتر آنها کوتاه بوده و بدون هیچ فاصله یا مکثی در قطعه بعد از خود می‌آیند. برخی ترانه‌ها (به ویژه ترانه «چرا که») از برجسته‌ترین کارهای موسیقی راک در زمینه هارمونی می‌باشند. جرج هریسون نیز با ارائه دو ترانه «از اینجا خورشید طلوع می‌کند» و «یک چیزی»، (به ویژه دومین ترانه که نخستین ساخته هریسون است که به جدول پرفروشترین ترانه‌های روز راه یافت)، در مقام یک آهنگساز مطرح دوران، در این آلبوم درخشید.
ابی رود از موفق‌ترین آلبوم‌های بیتلز بود، این آلبوم به محض انتشار در انگلستان، در مکان نخست جدول پرفروش‌ترین آلبوم‌های روز قرار گرفت و برای ۱۷ هفته در این رتبه باقی ماند. در آمریکا نیز در هفته چهارم انتشارش، در صدر جدول آلبوم‌های پرفروش روز ایستاد و تا ۱۱ هفته در آن مکان ماند. با انتشار دوباره در سال ۱۹۸۷ و اینبار بر لوح فشرده (سی دی)، این آلبوم دوباره به جدول آلبوم‌های پرفروش بازگشت. بر اساس شمارش شرکت ئی‌ام‌آی، تا ماه اکتبر ۱۹۷۲، ۷٫۶ میلیون نسخه از اَبی رود در سرتاسر دنیا فروش رفت و در سال ۱۹۸۰ این میزان، به ۱۰ میلیون نسخه رسید. در ماه دسامبر ۲۰۰۳، مجله رولینگ استون، این آلبوم را چهاردهمین آلبوم برتر دنیا خواند. مجلهٔ تایم نیز در سال ۲۰۰۶ و در فهرستی که تحت عنوان «۱۰۰ آلبوم برتر همهٔ دوران» منتشر کرد، ابی رود را در زمرهٔ بهترین آلبوم‌های دههٔ ۱۹۶۰ معرفی کرد.

## جلد آلبوم

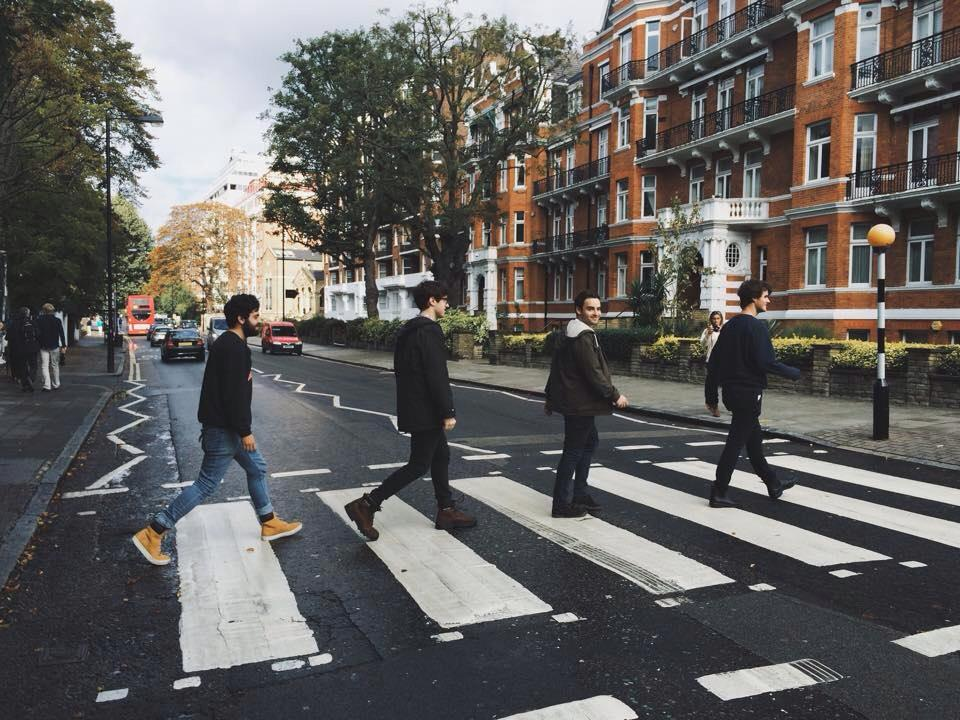

تصویر جلد این آلبوم یکی از تأثیر گذارترین و حتی تاریخی‌ترین تصویر جلد آلبوم می‌باشد. عکس آن توسط یک عکاس اسکاتلندی از روی یک نردبان در حالی گرفته شد که وی تنها ۱۰ دقیقه برای بستن این خیابان پرتردد وقت داشت. او توانست از بیتل‌ها در حالی که به آرامی از خیابان می‌گذشتند ۶ فریم عکس بیندازد. این خیابان همچنان به همان شکل در انگلستان باقی مانده‌است و استودیوی ابی رود هم همچنان همان‌جا باقیست. این شاید تنها نقطه‌ای باشد که طرفداران بیتل‌ها بتوانند به آنجا بروند و خاطرات خود را زنده کنند. همواره طرفداران بیتل‌ها در این خیابان باعث ترافیک می‌شوند. هر کس به نوعی سعی می‌کند تا عکسی مانند عکس روی جلد آلبوم به عنوان یادگاری از «اَبی رود» بگیرد البته تاکنون هیچ‌کس نتوانسته از زاویه درست این عکس را بازآفرینی کند زیرا اگر به دقت به کادر عکس نگاه کنید متوجه می‌شوید که نسبتاً از زاویه بالا انداخته شده است.

## فهرست ترانه‌ها
- طرف اول:

| نام ترانه                          | نام انگلیسی ترانه           | آوازه‌خوان اصلی | مدت زمان |
| ---------------------------------- | --------------------------- | -------------- | -------- |
| «دور هم جمع شوید»                  | Come Together               | لنون           | ۴:۲۰     |
| «یک چیزی»                          | Something                   | هریسون         | ۳:۰۳     |
| «چکش نقره‌ای مَکسوِل»                 | Maxwell's Silver Hammer     | مک‌کارتنی       | ۳:۲۷     |
| «آه! عزیزم»                        | Oh! Darling                 | مک‌کارتنی       | ۳:۲۶     |
| «باغچه اختاپوس»                    | Octopus's Garden            | استار          | ۲:۵۱     |
| «تو را می‌خواهم (او چه سرشناس است)» | ‎I Want You (She's So Heavy)‎ | لنون           | ۷:۴۷     |

- طرف دوم:

| نام ترانه                    | نام انگلیسی ترانه                       | آوازه‌خوان اصلی                | مدت زمان |
| ---------------------------- | --------------------------------------- | ----------------------------- | -------- |
| «از اینجا خورشید طلوع می‌کند» | Here Comes the Sun                      | هریسون                        | ۳:۰۵     |
| «چرا که»                     | Because                                 | لنون، مک‌کارتنی، هریسون        | ۲:۴۵     |
| «هرگز پولت را به من نمی‌دهی»  | You Never Give Me Your Money            | مک‌کارتنی                      | ۴:۰۲     |
| «پادشاه خورشید»              | Sun King                                | لنون، مک‌کارتنی، هریسون        | ۲:۲۶     |
| «آقای موستارد خسیس»          | Mean Mr. Mustard                        | لنون                          | ۱:۰۶     |
| «پالِتین پَم»                  | Polythene Pam                           | لنون                          | ۱:۱۲     |
| «از پنجره حمام داخل شد»      | She Came in Through the Bathroom Window | مک‌کارتنی                      | ۱:۵۷     |
| «چُرت‌های طلایی»               | Golden Slumbers                         | مک‌کارتنی                      | ۱:۳۱     |
| «باید بار را بر دوشت بکشی»   | Carry That Weight                       | مک‌کارتنی، لنون، هریسون، استار | ۱:۳۶     |
| «پایان»                      | The End                                 | مک‌کارتنی                      | ۲:۰۵     |
| «علیاحضرت»                   | Her Majesty                             | مک‌کارتنی                      | ۰:۲۳     |